# José Molina Orosa
José Molina Orosa (Arrecife, 18 de diciembre de 1883-Arrecife, 18 de enero de 1966) fue un médico español, que ejerció durante toda su vida en la isla de Lanzarote a lo largo del siglo XX. El actual Hospital Universitario Doctor José Molina Orosa ubicado en la isla lleva su nombre en su honor.

## Biografía

### Inicios
Nacido en Arrecife el 18 de diciembre de 1887, hijo de Gonzalo Molina Pérez, comerciante, y Angelina Orosa y López, ama de casa, siendo el mayor de 4 hermanos. A los 2 años sufrió una parálisis infantil (polio) que le provocó una atrofia muscular, que le obligaría a usar un bastón para caminar el resto de su vida. En 1894 comenzó el Bachillerato y lo terminó el 9 de junio de 1899 en el Instituto de La Laguna en Tenerife, al cumplir los quince años de edad.

### Estudios universitarios
Viajó a Cádiz para realizar el curso preparatorio al ingreso universitario, donde se contagió de tifus, apartándole de los estudios durante 3 años. Tras reponerse, marchó a Madrid para comenzar sus estudios universitarios en 1904, donde sería alumno de Santiago Ramón y Cajal y Juan de Azúa, y condiscípulo de Gregorio Marañón y Tomás Morales, realizando sus prácticas en el hospital Clínico San Carlos.
Finalizó los estudios universitarios en 1909, completó su doctorado el 7 de julio de 1910, solicitando el título de licenciatura en 1911, habiendo ampliado su estancia en Madrid 2 años más con cursos de obstetricia dirigidos por los doctores Fernández Chacón y Recasens Girol.

### Médico de Lanzarote
Tras rechazar el ofrecimiento de puesto de médico de la Embajada española en París, se establece en Arrecife para ejercer como médico de cabecera. Por entonces, la escasez de recursos es notable, contando con la ayuda de los pocos médicos y practicantes de la isla. 
En octubre de 1913 fundó la Escuela de Artes y Oficios Artísticos de la que fue su primer director. Ese mismo año era Consejero del Cabildo constituyente, perdiendo la presidencia por un único voto. 
En 1914 fu elegido presidente de la Sociedad Democracia, un centro sociocultural, artístico y deportivo de Arrecife. Entre sus aficiones se incluía la poesía. Algunos de sus poemas fueron publicados Tomás Morales en Madrid en la revista España, y reproducidas luego por el semanario "Lanzarote" en 1925. De tendencias políticas progresistas, se le animó a entrar en la política insular en 1927, cosa que rechazó:

«No formar otro partido, no. El partidismo, la lucha enconada y rastrera, bien muerto está y no seré yo quien
intente resucitarlo. Formar una agrupación amplia, un gran conglomerado sano y vigoroso, exento de rencillas personales y con elevación de mira, sí: llámese como se llame, y yo no vacilaría.»

En 1916 fu nombrado director del Hospital de Nuestra Señora de los Dolores, único centro hospitalario de la isla de Lanzarote, donde ya trabajaba como médico honorario, sustituyendo al director de entonces, Francisco Hernández Arata, que fue vacante ese mismo año. Se mantendría en este puesto durante 50 años. Como médico practicó multitud de operaciones, en muchas ocasiones solo, en otras contando con la labor de algunos ayudantes, tales como el capitán médico Cancela.

«Allí, en aquel medio estrecho, insuficiente, en el quirófano que tuvo después de la reforma, en la sala de curas últimas que conocimos, y particularmente en el recuerdo, en la sala de curas del cuartito del patio a mano izquierda, que fue el primitivo cuarto de curas; allí durante años y más años, sin medios, sólo o casi sólo, curó, operó, alivió, y rescató mil veces de la muerte a los lanzaroteños, el gran apóstol de la ciencia, el gran médico isleño Don José Molina Orosa.»

En 1920 contrajo matrimonio a sus 36 años en Tinajo con Inocencia Aldana Lorenzo, con la cual tuvo 7 hijos.
Durante su carrera profesional, lentamente mejoraron los recursos sanitarios de Lanzarote, como la creación de la Junta de Protección a los Tuberculosos y el centro de Higiene Local en 1937. Fue uno de los pioneros en la utilización de antibióticos en la isla, usando penicilina en la segunda mitad de la década de 1940.
El 28 de octubre de 1950 fue inaugurado el Hospital Insular, durante una visita a la isla de Francisco Franco.  Ejerció en él, además de ser su director, hasta su jubilación. 
Falleció en Arrecife el 25 de enero de 1966 con 82 años de edad.

## Condecoraciones
- Medalla al Mérito en el Trabajo
- Miembro de Honor del Colegio Oficial de Médicos de Las Palmas.